# 스기야마 리키히로
스기야마 리키히로(일본어: 杉山 力裕, 1987년 5월 1일 ~ )는 일본의 전 축구 선수이다.

## 구단 경력
그는 2006년부터 2022년까지 J리그의 가와사키 프론탈레, 시미즈 에스펄스, 아비스파 후쿠오카에서 활동하였다.